# Cornale
Cornale es una localidad y comune italiana de la provincia de Pavía, región de Lombardía, con 749 habitantes.

## Evolución demográfica
| Gráfica de evolución demográfica de Cornale entre 1861 y 2010 |
|                                                               |
| Fuente ISTAT - elaboración gráfica de Wikipedia               |